# Reiner Schuhenn
Reiner Schuhenn (* 2. Februar 1962 in Weingarten, Württemberg) ist ein deutscher Kirchenmusiker, Chorleiter, ehemaliger Hochschullehrer und Hochschulrektor der Hochschule für Musik und Tanz Köln.

## Leben und Wirken
Schuhenn studierte Schulmusik und Kirchenmusik (A-Examen) an der Staatlichen Hochschule für Musik und Darstellende Kunst Stuttgart sowie Germanistik und Philosophie und an der Universität Stuttgart. An der Musikuniversität Wien spezialisierte er sich in den Fächern Dirigieren bei Otmar Suitner und Konzertfach Orgel bei Peter Planyavsky. Zu seinen Lehrern zählten unter anderem Dieter Kurz, Helmut Wolf, Bernhard Ader und Sergiu Celibidache. Des Weiteren absolvierte er Meisterkurse bei Albert de Klerk, Eric Ericson, Gaston Litaize und Jean Langlais.
Anschließend war Schuhenn bis 1994 Kantor in Ravensburg und Leiter des Oberschwäbischen Kammerorchesters. Ebenso wirkte er als Lehrbeauftragter an verschiedenen Hochschulen, unter anderem an der PH Weingarten. 1994 wurde Schuhenn zum Bischöflichen Beauftragten für Kirchenmusik und Leiter des Referates für Kirchenmusik der Diözese Essen ernannt. Darüber hinaus übernahm er von 1997 bis 2000 die Leitung des Domchores an der Essener Bischofskirche, die Leitung des Johannes-Damascenus-Chores Essen sowie einen Lehrauftrag an der Folkwang Hochschule Essen. Bereits ab 1992 übte er zusätzlich das Amt des Orgelsachverständigen aus, zunächst im Bistum Rottenburg-Stuttgart anschließend im Bistum Essen und schließlich von 1999 bis 2014 im Erzbistum Köln.
Von 1999 bis 2021 war Schuhenn als Professor für Chor- und Orchesterleitung an der Hochschule für Musik und Tanz Köln tätig, wo er auch den Madrigalchor der Hochschule wiedergründete  und dessen Leitung innehatte (u. a. Konzerte in der Kölner Philharmonie).
Nach einigen Jahren als Prodekan wurde er 2007 in das Amt des Dekans des Fachbereichs 1 (Dirigieren, Kirchenmusik, Klavier, Tonsatz, Neue Musik und Komposition) gewählt und 2009 zum Rektor der Hochschule für Musik und Tanz Köln ernannt (bis 2013). In den folgenden Jahren war er von Amts wegen unter anderem von 2010 bis 2012 Sprecher der Landesrektorenkonferenz der Kunst- und Musikhochschulen Nordrhein-Westfalens, deren Initiator er war, sowie seit 2011 stellvertretender Vorsitzender der Rektorenkonferenz der Musikhochschulen Deutschlands (RKM) und bis 2013 Vorstandsmitglied im ON – Neue Musik Köln e.V. Des Weiteren war er  2011–2018 künstlerischer Leiter des „Internationalen Musikwettbewerbs Köln“ und 2012–2015 Vorsitzender des Beirats des Kuratoriums von KölnMusik (Philharmonie).
Von 2012 bis 2018 war er außerdem Leiter des sinfonischen Aachener Studentenorchesters.
Neben seinen Hochschulaufgaben übernahm Schuhenn mehrfach (2001–2005, 2009–2010, 2013–2014) die künstlerische Leitung der Abschlusskonzerte der vom Land Baden-Württemberg getragenen Meersburger Sommerakademie sowie von 2003 bis 2018 die des Figuralchores Bonn.
Darüber hinaus war er 2004–2012 Redaktionsbeirat der Zeitschrift Musica sacra und seit 2006 erster Vizepräsident des Allgemeinen Cäcilienverbandes für Deutschland (bis 2018). Zudem war er 2007–2018 Mitglied im Beirat des Deutschen Chorwettbewerbs und von 2013 bis 2016 Mitglied im Präsidium des Deutschen Musikrats.
Im Mai 2017 wurde Schuhenn mit Wirkung zum 1. Oktober 2017 zum Rektor der Universität Mozarteum Salzburg gewählt, trat jedoch wegen Differenzen mit dem dortigen Universitätsrat diese Stelle nicht an. Ebenfalls im Frühjahr 2017 wurde Schuhenn von der niedersächsischen Wissenschaftsministerin Gabriele Heinen-Kljajić in den Hochschulrat der Hochschule für Musik, Theater und Medien Hannover berufen, wo er in der konstituierenden Sitzung am 4. Oktober 2017 zum stellvertretenden Vorsitzenden des Hochschulrates gewählt wurde.
Zu Schuhenns weiteren künstlerischen Arbeiten zählen unter anderem Jurytätigkeiten bei Wettbewerben, Gastdirigate sowie Rundfunk- und Fernsehaufnahmen für zahlreiche Sendeanstalten unter anderen SWR, WDR, ZDF, ORF. Schuhenn konzertierte mit namhaften Solisten wie Pierre-Laurent Aimard, Karl Michael Komma, Hans Sotin, Edda Moser, Julian Pregardien. Der Schwerpunkt seiner Arbeit liegt bei der Musik des 18. und 20. Jahrhunderts.

## Publikationen
Schuhenn ist Herausgeber und Mitherausgeber mehrerer Publikationen, darunter des „Kölner Chorbuchs“ (Carus), eines Buches über Franz Schmidt beim Musikverlag Doblinger in Wien und des Bandes II „Ensembleleitung“ im Kompendium „Basiswissen Kirchenmusik“, veröffentlicht im Carus Verlag, das als Gesamtwerk mit dem Deutschen Musikeditionspreis 2011 ausgezeichnet wurde. Zuletzt gab er als koordinierender Mitherausgeber im Carus Verlag das „Chorbuch a tre“ – Chormusik zu drei Stimmen (S-A-M) heraus. Im Oktober 2015 erschien sein Buch „Das Alternative Chorleitungsbuch“ (Schott Mainz) und im Oktober 2018 „Chorleitung konkret“ (Schott Mainz); beide Publikationen wurden im Rahmen der Chor.Com Dortmund bzw. Hannover präsentiert.
Im Dezember 2020 publiziert der Strube-Verlag München Schuhenns „Missa per una voce“, die im Juli 2021 von dem Label Motette auf CD aufgenommen wurde (Wiltrud Weber, Sopran; Gregor Simon, Orgel; aufgenommen an der historischen Holzhey-Orgel der ehemaligen Klosterkirche Weissenau). 
Ende 2021 gab er im Verlag Josef Butz in Bonn das „Kölner Descant-Album“ heraus (Chorbuch mit Oberstimmen zum Kölner „Gotteslob“-Anhang). Ende Dezember 2021 erschien von Schuhenn das Buch „Ravensburger Engel“, ein kurzweilig zu lesender kunsthistorischer Rundgang durch die Altstadt von Ravensburg anhand von historischen Engel-Abbildungen (Kunstverlag Josef Fink, Lindenberg).